# Thiago Xavier
Thiago Xavier Rodrigues Corrêa dit Thiago Xavier ou simplement Thiago, est un footballeur brésilien, né le 27 décembre 1983 à Rio de Janeiro. Il joue au poste de milieu défensif dans les années 2000 et 2010.

## Carrière
Après ses débuts au Brésil dans le club de Botafogo FR, il rejoint la France en janvier 2007 en signant à Châteauroux. Il joue son premier match le 12 janvier 2007 lors de la réception de l'US Créteil-Lusitanos. Il participe à 13 rencontres lors de sa première saison. Il devra attendre plus de trois ans et demi pour inscrire son premier but sous les couleurs berrichonnes, sur la pelouse du Stade lavallois le 10 septembre 2010.
Le 10 juin 2011, il rejoint Troyes. Il réalise une première saison aboutie en jouant 34 matchs et en inscrivant 4 buts. Il découvre la Ligue 1 pour la première fois lors de la saison 2012-13. Lors de la saison 2016-17, il participe aux barrages d'accession à la Ligue 1 contre le FC Lorient. Malgré la montée du club en première division, il quitte Troyes à l'issue de la saison après six années passées sous les couleurs auboises.
Le 7 juillet 2017, Troyes annonce le départ de Thiago Xavier vers Valenciennes. Le lendemain, il signe officiellement avec ce club nordiste pour une durée de deux ans. Il y compense les départs d'Adrien Tameze et Abdoul Aziz Kaboré.

## Statistiques
| Saison                | Club                  | Championnat           | Championnat | Championnat | Coupe nationale | Coupe nationale | Coupe de la Ligue | Coupe de la Ligue | Total | Total |
| Saison                | Club                  | Division              | M.          | B.          | M.              | B.              | M.                | B.                | M.    | B.    |
| 2006-2007             | LB Châteauroux        | Ligue 2               | 13          | 0           | -               | -               | -                 | -                 | 13    | 0     |
| 2007-2008             | LB Châteauroux        | Ligue 2               | 24          | 0           | 2               | 0               | 1                 | 0                 | 27    | 0     |
| 2008-2009             | LB Châteauroux        | Ligue 2               | 23          | 0           | 3               | 0               | 3                 | 0                 | 29    | 0     |
| 2009-2010             | LB Châteauroux        | Ligue 2               | 27          | 0           | 1               | 0               | 1                 | 0                 | 29    | 0     |
| 2010-2011             | LB Châteauroux        | Ligue 2               | 34          | 1           | 1               | 0               | 1                 | 0                 | 36    | 1     |
| Sous-total            | Sous-total            | Sous-total            | 121         | 1           | 7               | 0               | 6                 | 0                 | 134   | 1     |
| 2011-2012             | ES Troyes AC          | Ligue 2               | 34          | 4           | 3               | 1               | 1                 | 0                 | 38    | 5     |
| 2012-2013             | ES Troyes AC          | Ligue 1               | 20          | 0           | 5               | 0               | 1                 | 0                 | 26    | 0     |
| 2013-2014             | ES Troyes AC          | Ligue 2               | 9           | 0           | 2               | 0               | 4                 | 1                 | 15    | 1     |
| 2014-2015             | ES Troyes AC          | Ligue 2               | 10          | 1           | 1               | 0               | -                 | -                 | 11    | 1     |
| 2015-2016             | ES Troyes AC          | Ligue 1               | 16          | 2           | 2               | 1               | 1                 | 0                 | 19    | 3     |
| 2016-2017             | ES Troyes AC          | Ligue 2               | 17+2        | 0           | 2               | 1               | -                 | -                 | 21    | 1     |
| Sous-total            | Sous-total            | Sous-total            | 108         | 7           | 15              | 3               | 7                 | 1                 | 130   | 11    |
| 2017-2018             | Valenciennes FC       | Ligue 2               | 20          | 0           | 2               | 0               | 3                 | 0                 | 25    | 0     |
| 2018-2019             | Valenciennes FC       | Ligue 2               | -           | -           | -               | -               | -                 | -                 | 0     | 0     |
| Sous-total            | Sous-total            | Sous-total            | 20          | 0           | 2               | 0               | 3                 | 0                 | 25    | 0     |
| Total sur la carrière | Total sur la carrière | Total sur la carrière | 249         | 8           | 24              | 3               | 16                | 1                 | 289   | 12    |

## Palmarès
- ES Troyes AC
  - Champion de Ligue 2 en 2015